# Gabriel El-Registan
Gabriel El-Registan (pseudonimo di Gabriėl' Arkad'evič Urekljan in russo Габриэль Аркадьевич Уреклян?; Samarcanda, 15 dicembre 1899 – Mosca, 30 giugno 1945) è stato un poeta sovietico di origine uzbeka.

## Biografia
Gabriel El-Registan nacque a Samarcanda (allora parte dell'Impero russo) da una famiglia armena di banchieri. Infatti intorno al 1890 suo padre, Arshak (Arkadi in russo) Ureklyan, fuggì dall'Armenia, allora sotto il dominio ottomano, e si rifugiò prima a Tbilisi e successivamente a Samarcanda.
Durante la guerra civile russa si avvicinò ai bolscevichi e dopo la vittoria dei leninisti iniziò a lavorare come scrittore e giornalista: è in questo periodo che abbandonò il proprio vero nome, Gabriėl' Arkad'evič Urekljan, per adottare lo pseudonimo Gabriel El-Registan. Questo pseudonimo è composto da una parte del suo nome originario, accostata ad un nome prettamente tipico di Samarcanda, Registan.
El-Registan lavorò per numerosi importanti testate giornalistiche dell'Asia Centrale, tra cui Pravda Vostoka a Tashkent.
La sua fama di reporter talentuoso continuò a crescere, tanto che fu invitato a trasferirsi a Mosca per lavorare per il giornale Izvestija. A partire da questo momento, iniziò ad occuparsi delle campagne sovietiche che riguardavano la costruzione di edifici su larga scala e l'industria pesante (si occupò per esempio del canale baltico e di Uralmaš), diventando un noto propagandista.
Inoltre iniziò a scrivere sceneggiature per film e prese parte a programmi radiofonici. In particolare, è conosciuto per essere stato lo sceneggiatore del film sovietico Djulbars (1935).
Quando nel giugno del 1941 le truppe di Hitler invasero l'URSS, venne impiegato come corrispondente di guerra e i suoi articoli, frequenti e molto precisi, attrassero l'attenzione di Stalin.
Così, quando presentò la sua bozza per il nuovo inno dell'Unione Sovietica, scritta in collaborazione con Sergej Vladimirovič Michalkov, Stalin in persona la scelse, e istruì i due autori rispetto ai cambiamenti che avrebbero dovuto apportarvi.
Il loro lavoro divenne ufficialmente l'inno nazionale sovietico a partire dal 1º gennaio 1944, ma El-Registan non poté godersi a lungo questa soddisfazione: morì nella capitale russa a 45 anni, a causa di una malattia incurabile.
Stalin e il governo sovietico, in accordo con la consorte Valentina Galanina (un'attrice moscovita), decisero di seppellirlo nel cimitero di Novodevičij.